# Llista de topònims de Vilada
Montmajor
Llista de topònims (noms propis de lloc) del municipi de Vilada, al Berguedà
Informació actualitzada per un bot. Els canvis manuals es perdran quan s'actualitzi!

## avenc
| imatge | Nom                  | Ubicat a | instància de | Detalls | coordenades                                                         | Protecció | Commons (més fotos) | Dades a WD                    |
| ------ | -------------------- | -------- | ------------ | ------- | ------------------------------------------------------------------- | --------- | ------------------- | ----------------------------- |
|        | avenc de Puig Cubell | Vilada   | avenc        |         | 42° 09′ 29″ N, 1° 55′ 02″ E / 42.1579962382815°N,1.91716715303202°E |           |                     | Modifica les dades a Wikidata |
|        | avenc de les Eres    | Vilada   | avenc        |         | 42° 09′ 10″ N, 1° 54′ 24″ E / 42.1526720981953°N,1.90657054631697°E |           |                     | Modifica les dades a Wikidata |
|        | avenc del Calvari    | Vilada   | avenc        |         | 42° 09′ 09″ N, 1° 54′ 20″ E / 42.1524902750446°N,1.90544805605532°E |           |                     | Modifica les dades a Wikidata |
|        | avenc del Raimundo   | Vilada   | avenc        |         | 42° 09′ 09″ N, 1° 54′ 24″ E / 42.1523756323388°N,1.9066482701388°E  |           |                     | Modifica les dades a Wikidata |

## cova
| imatge | Nom              | Ubicat a | instància de | Detalls | coordenades                                                         | Protecció | Commons (més fotos) | Dades a WD                    |
| ------ | ---------------- | -------- | ------------ | ------- | ------------------------------------------------------------------- | --------- | ------------------- | ----------------------------- |
|        | Forat del Vent   | Vilada   | cova         |         | 42° 08′ 19″ N, 1° 54′ 06″ E / 42.1386758326453°N,1.90180165573736°E |           |                     | Modifica les dades a Wikidata |
|        | cova del Calvari | Vilada   | cova         |         | 42° 09′ 07″ N, 1° 54′ 17″ E / 42.1519517165768°N,1.90469482570992°E |           |                     | Modifica les dades a Wikidata |

## església
| imatge | Nom                                        | Ubicat a | instància de                 | Detalls                           | coordenades                                                                             | Protecció                                  | Commons (més fotos)       | Dades a WD                    |
| ------ | ------------------------------------------ | -------- | ---------------------------- | --------------------------------- | --------------------------------------------------------------------------------------- | ------------------------------------------ | ------------------------- | ----------------------------- |
|        | Sant Joan de Vilada                        | Vilada   | església església parroquial |                                   | 42° 08′ 13″ N, 1° 55′ 42″ E / 42.1369°N,1.92845°E ca:Nucli urbà, plaça Església s/n     | bé integrant del patrimoni cultural català | Sant Joan de Vilada       | Modifica les dades a Wikidata |
|        | Sant Miquel de les Canals                  | Vilada   | església                     | Estil: arquitectura romànica 1168 | 42° 06′ 39″ N, 1° 55′ 16″ E / 42.110753°N,1.921029°E ca:A la serra de Picancel 980 msnm | bé integrant del patrimoni cultural català | Sant Miquel de les Canals | Modifica les dades a Wikidata |
|        | església de Santa Magdalena de Guardiolans | Vilada   | església edifici històric    | Estil: arquitectura romànica      | 42° 08′ 17″ N, 1° 57′ 22″ E / 42.13809167°N,1.95608611°E                                | bé cultural d'interès local                |                           | Modifica les dades a Wikidata |

## font
| imatge | Nom                 | Ubicat a | instància de | Detalls | coordenades                                                                             | Protecció | Commons (més fotos) | Dades a WD                    |
| ------ | ------------------- | -------- | ------------ | ------- | --------------------------------------------------------------------------------------- | --------- | ------------------- | ----------------------------- |
|        | font de Martins     | Vilada   | font         |         | 42° 07′ 59″ N, 1° 53′ 32″ E / 42.1330727904527°N,1.89231547151562°E                     |           |                     | Modifica les dades a Wikidata |
|        | font de l'Arç       | Vilada   | font         | 1927    | 42° 09′ 11″ N, 1° 54′ 47″ E / 42.1530843521545°N,1.91299043854328°E ca:Sector nord-oest |           |                     | Modifica les dades a Wikidata |
|        | font de l'Hostal    | Vilada   | font         |         | 42° 07′ 50″ N, 1° 57′ 39″ E / 42.130590845542°N,1.9607503646011°E                       |           |                     | Modifica les dades a Wikidata |
|        | font del Sofre      | Vilada   | font         |         | 42° 07′ 57″ N, 1° 54′ 20″ E / 42.1324065770438°N,1.90547936078936°E                     |           |                     | Modifica les dades a Wikidata |
|        | font dels Colletons | Vilada   | font         |         | 42° 07′ 24″ N, 1° 55′ 34″ E / 42.123338°N,1.926042°E 675 msnm                           |           | Font dels Colletons | Modifica les dades a Wikidata |

## masia
| imatge | Nom                     | Ubicat a | instància de | Detalls                                  | coordenades | Protecció                                  | Commons (més fotos) | Dades a WD                    |
| ------ | ----------------------- | -------- | ------------ | ---------------------------------------- | --- | ------------------------------------------ | ------------------- | ----------------------------- |
|        | Bertrana                | Vilada   | masia        |                                          | 42° 07′ 54″ N, 1° 54′ 42″ E / 42.1317267605236°N,1.91164970559229°E ca:Sector oest. C-26 PK155,400                  |                                            |                     | Modifica les dades a Wikidata |
|        | Cal Bars                | Vilada   | masia        |                                          | 42° 08′ 09″ N, 1° 55′ 24″ E / 42.1359079034635°N,1.92333959105293°E ca:Entrada oest de Vilada. Sobre la C-26.       |                                            |                     | Modifica les dades a Wikidata |
|        | Cal Bep de la Ribera    | Vilada   | masia        |                                          | 42° 07′ 55″ N, 1° 55′ 57″ E / 42.1318605783043°N,1.93260378129107°E ca:Sector de la Ribera                          |                                            |                     | Modifica les dades a Wikidata |
|        | Cal Boixader            | Vilada   | masia        |                                          | 42° 07′ 59″ N, 1° 56′ 10″ E / 42.1331441729698°N,1.93601856108102°E ca:Sector de la Ribera                          |                                            |                     | Modifica les dades a Wikidata |
|        | Cal Bover               | Vilada   | masia        |                                          | 42° 08′ 08″ N, 1° 56′ 08″ E / 42.1356250361981°N,1.93549302240854°E ca:Sector Ribera. Sota el camp de futbol        |                                            |                     | Modifica les dades a Wikidata |
|        | Cal Felip               | Vilada   | masia        |                                          | 42° 07′ 58″ N, 1° 55′ 21″ E / 42.1328192679385°N,1.9224360315206°E                                                  |                                            |                     | Modifica les dades a Wikidata |
|        | Cal Freixe              | Vilada   | masia        |                                          | 42° 08′ 12″ N, 1° 56′ 15″ E / 42.1366336318434°N,1.93742429939777°E                                                 |                                            |                     | Modifica les dades a Wikidata |
|        | Cal Jepet               | Vilada   | masia        |                                          | 42° 08′ 12″ N, 1° 56′ 07″ E / 42.1367299437796°N,1.93518410559399°E ca:Sector Ribera. Zona esportiva                |                                            |                     | Modifica les dades a Wikidata |
|        | Cal Jordi               | Vilada   | masia        |                                          | 42° 08′ 06″ N, 1° 55′ 25″ E / 42.1349815380372°N,1.92347628431292°E ca:Entrada oest de Vilada. Sota la C-26         |                                            |                     | Modifica les dades a Wikidata |
|        | Cal Manel               | Vilada   | masia        |                                          | 42° 07′ 56″ N, 1° 55′ 19″ E / 42.1322389791153°N,1.92202238287666°E                                                 |                                            |                     | Modifica les dades a Wikidata |
|        | Cal Marquès             | Vilada   | masia        |                                          | 42° 08′ 01″ N, 1° 56′ 06″ E / 42.1335390661514°N,1.93489876538012°E ca:Sector de la Ribera                          |                                            |                     | Modifica les dades a Wikidata |
|        | Cal Mestrico            | Vilada   | masia        |                                          | 42° 08′ 14″ N, 1° 56′ 18″ E / 42.1371722018595°N,1.93820183001097°E ca:Entrada est de Vilada. Sota la C-26          |                                            |                     | Modifica les dades a Wikidata |
|        | Cal Pei                 | Vilada   | masia        |                                          | 42° 08′ 15″ N, 1° 56′ 19″ E / 42.1376258055964°N,1.93855727040006°E ca:Entrada est de Vilada. Sota la C-26          |                                            |                     | Modifica les dades a Wikidata |
|        | Cal Pere                | Vilada   | masia        |                                          | 42° 07′ 51″ N, 1° 55′ 16″ E / 42.130906735934°N,1.92113752452438°E ca:Sector de Vila-rasa                           |                                            |                     | Modifica les dades a Wikidata |
|        | Cal Quim                | Vilada   | masia        |                                          | 42° 08′ 11″ N, 1° 56′ 11″ E / 42.1364607806968°N,1.93626555073818°E                                                 |                                            |                     | Modifica les dades a Wikidata |
|        | Cal Sabata              | Vilada   | masia        |                                          | 42° 08′ 07″ N, 1° 55′ 36″ E / 42.1353082841785°N,1.92662889622014°E                                                 |                                            |                     | Modifica les dades a Wikidata |
|        | Cal Sant Pere           | Vilada   | masia        | Estil: arquitectura popular              | 42° 08′ 27″ N, 1° 57′ 24″ E / 42.140886°N,1.956793°E                                                                | bé integrant del patrimoni cultural català |                     | Modifica les dades a Wikidata |
|        | Cal Soler               | Vilada   | masia        | Estil: arquitectura popular              | 42° 08′ 17″ N, 1° 57′ 29″ E / 42.138015°N,1.958038°E                                                                | bé integrant del patrimoni cultural català |                     | Modifica les dades a Wikidata |
|        | Cal Tatxer              | Vilada   | masia        | Estil: arquitectura popular              | 42° 08′ 24″ N, 1° 56′ 22″ E / 42.140031°N,1.939344°E                                                                | bé integrant del patrimoni cultural català |                     | Modifica les dades a Wikidata |
|        | Cal Toll                | Vilada   | masia        |                                          | 42° 08′ 19″ N, 1° 55′ 44″ E / 42.1387239271097°N,1.92879776113261°E                                                 |                                            |                     | Modifica les dades a Wikidata |
|        | Cal Tonic               | Vilada   | masia        |                                          | 42° 08′ 06″ N, 1° 55′ 42″ E / 42.134919237686°N,1.92836578107251°E                                                  |                                            |                     | Modifica les dades a Wikidata |
|        | Cal Xicarrell           | Vilada   | masia        |                                          | 42° 08′ 07″ N, 1° 56′ 12″ E / 42.1351854496319°N,1.93664989968516°E                                                 |                                            |                     | Modifica les dades a Wikidata |
|        | Cal Xiu                 | Vilada   | masia        |                                          | 42° 09′ 08″ N, 1° 56′ 43″ E / 42.1523241614589°N,1.94540430278367°E                                                 |                                            |                     | Modifica les dades a Wikidata |
|        | Cap de la Vinya         | Vilada   | masia        |                                          | 42° 08′ 20″ N, 1° 55′ 48″ E / 42.1389234170914°N,1.92990767833718°E                                                 |                                            |                     | Modifica les dades a Wikidata |
|        | Casa Nova de les Eres   | Vilada   | masia        |                                          | 42° 08′ 32″ N, 1° 56′ 05″ E / 42.1422553512765°N,1.93470427212988°E                                                 |                                            |                     | Modifica les dades a Wikidata |
|        | Casa del Collet         | Vilada   | masia        |                                          | 42° 07′ 51″ N, 1° 56′ 11″ E / 42.1309228781143°N,1.93637032354127°E                                                 |                                            |                     | Modifica les dades a Wikidata |
|        | Espinagalls             | Vilada   | masia        | 18th century                             | 42° 09′ 10″ N, 1° 55′ 15″ E / 42.1527989913784°N,1.92092311806368°E ca:Sector Nord. Paratge d'Espinagalls.          |                                            |                     | Modifica les dades a Wikidata |
|        | Hostal del Ros          | Vilada   | masia        |                                          | 42° 07′ 49″ N, 1° 57′ 27″ E / 42.1303786744555°N,1.95754101153003°E                                                 |                                            |                     | Modifica les dades a Wikidata |
|        | Pradell                 | Vilada   | masia        | 15th century                             | 42° 08′ 11″ N, 1° 57′ 37″ E / 42.1363016303804°N,1.96016645505574°E ca:Antiga parròquia de Gardilans                |                                            |                     | Modifica les dades a Wikidata |
|        | Roset                   | Vilada   | masia        | Estil: arquitectura popular              | 42° 08′ 56″ N, 1° 55′ 18″ E / 42.148954°N,1.921587°E ca:Sector nord-oest 874 msnm                                   | bé integrant del patrimoni cultural català |                     | Modifica les dades a Wikidata |
|        | Viladomat               | Vilada   | masia        | Estil: arquitectura popular              | 42° 08′ 29″ N, 1° 54′ 48″ E / 42.141483°N,1.913449°E ca:Sector nord-oest 796 msnm                                   | bé integrant del patrimoni cultural català |                     | Modifica les dades a Wikidata |
|        | el Massó                | Vilada   | masia        | Estil: arquitectura popular              | 42° 08′ 49″ N, 1° 55′ 06″ E / 42.147041°N,1.91834°E                                                                 | bé integrant del patrimoni cultural català |                     | Modifica les dades a Wikidata |
|        | el Porxo                | Vilada   | masia        |                                          | 42° 07′ 49″ N, 1° 55′ 51″ E / 42.130376560602°N,1.93088640887289°E ca:Sector de la Ribera                           |                                            |                     | Modifica les dades a Wikidata |
|        | el Prat                 | Vilada   | masia        |                                          | 42° 08′ 02″ N, 1° 55′ 55″ E / 42.1339707605471°N,1.93192704989734°E ca:Sector sud-est                               |                                            |                     | Modifica les dades a Wikidata |
|        | el Solar                | Vilada   | masia        |                                          | 42° 08′ 16″ N, 1° 57′ 23″ E / 42.137815657991°N,1.95630577228334°E                                                  |                                            |                     | Modifica les dades a Wikidata |
|        | la Coromina             | Vilada   | masia        | Estil: arquitectura popular              | 42° 08′ 08″ N, 1° 55′ 10″ E / 42.135425°N,1.919554°E                                                                | bé integrant del patrimoni cultural català |                     | Modifica les dades a Wikidata |
|        | la Peçola               | Vilada   | masia        |                                          | 42° 08′ 36″ N, 1° 56′ 13″ E / 42.1434188385466°N,1.93682677143373°E ca:Sector nord-est                              |                                            |                     | Modifica les dades a Wikidata |
|        | la Sala                 | Vilada   | masia        | 14th century                             | 42° 07′ 57″ N, 1° 54′ 11″ E / 42.1325995844022°N,1.90305610693864°E ca:Antiga parròquia de Santa Maria de la Baells |                                            |                     | Modifica les dades a Wikidata |
|        | la Serra                | Vilada   | masia        |                                          | 42° 07′ 59″ N, 1° 56′ 18″ E / 42.133102320504°N,1.93830611654698°E ca:Sector sud-est                                |                                            |                     | Modifica les dades a Wikidata |
|        | la Solana               | Vilada   | masia        |                                          | 42° 08′ 14″ N, 1° 55′ 31″ E / 42.137249541506°N,1.92522874939646°E ca:Sector Clotassos. Sector nord del nucli       |                                            |                     | Modifica les dades a Wikidata |
|        | la Vinya                | Vilada   | masia        |                                          | 42° 08′ 16″ N, 1° 55′ 49″ E / 42.1377838594906°N,1.93036248936802°E ca:Camí de la Vinya                             |                                            |                     | Modifica les dades a Wikidata |
|        | les Eres de Gardilans   | Vilada   | masia        | 14th century                             | 42° 07′ 58″ N, 1° 57′ 20″ E / 42.1326670019525°N,1.95564013270249°E ca:Antiga parròquia de Gardilans                |                                            |                     | Modifica les dades a Wikidata |
|        | les Eres de Guardiolans | Vilada   | masia        | Estil: arquitectura popular              | 42° 08′ 39″ N, 1° 57′ 21″ E / 42.144254°N,1.955806°E                                                                | bé integrant del patrimoni cultural català |                     | Modifica les dades a Wikidata |
|        | les Eres de Vilada      | Vilada   | masia        | Estil: arquitectura popular 14th century | 42° 08′ 35″ N, 1° 56′ 13″ E / 42.143054°N,1.936947°E ca:Sector nord-est                                             | bé integrant del patrimoni cultural català |                     | Modifica les dades a Wikidata |

## molí d'aigua
| imatge | Nom                | Ubicat a | instància de | Detalls                                  | coordenades                                                                                          | Protecció                                  | Commons (més fotos) | Dades a WD                    |
| ------ | ------------------ | -------- | ------------ | ---------------------------------------- | --- | ------------------------------------------ | ------------------- | ----------------------------- |
|        | Molí de Baix       | Vilada   | molí d'aigua |                                          | 42° 07′ 59″ N, 1° 56′ 09″ E / 42.1330246406751°N,1.9357543674739°E                                   |                                            |                     | Modifica les dades a Wikidata |
|        | Molí de la Sala    | Vilada   | molí d'aigua | Estil: arquitectura popular 14th century | 42° 07′ 46″ N, 1° 53′ 49″ E / 42.129391°N,1.896814°E ca:Antiga parròquia de Santa Maria de la Baells | bé integrant del patrimoni cultural català |                     | Modifica les dades a Wikidata |
|        | molí de Dalt       | Vilada   | molí d'aigua | Estil: arquitectura popular              | 42° 08′ 10″ N, 1° 56′ 20″ E / 42.136029°N,1.938831°E                                                 | bé integrant del patrimoni cultural català |                     | Modifica les dades a Wikidata |
|        | molí del Ballestar | Vilada   | molí d'aigua | Estil: arquitectura popular              | 42° 08′ 39″ N, 1° 56′ 19″ E / 42.144205°N,1.938731°E                                                 | bé integrant del patrimoni cultural català |                     | Modifica les dades a Wikidata |
|        | molí del Boixader  | Vilada   | molí d'aigua | Estil: arquitectura popular              | 42° 08′ 03″ N, 1° 56′ 06″ E / 42.134183°N,1.935051°E                                                 | bé integrant del patrimoni cultural català |                     | Modifica les dades a Wikidata |
|        | molí del Cavaller  | Vilada   | molí d'aigua | Estil: arquitectura popular              | 42° 07′ 41″ N, 1° 54′ 57″ E / 42.128031°N,1.915836°E                                                 | bé integrant del patrimoni cultural català |                     | Modifica les dades a Wikidata |

## muntanya
| imatge | Nom                | Ubicat a                                     | instància de | Detalls | coordenades                                                             | Protecció | Commons (més fotos)       | Dades a WD                    |
| ------ | ------------------ | -------------------------------------------- | ------------ | ------- | ----------------------------------------------------------------------- | --------- | ------------------------- | ----------------------------- |
|        | Puig Cubell        | Vilada                                       | muntanya     |         | 42° 09′ 22″ N, 1° 56′ 19″ E / 42.1562°N,1.93857°E 1073.3 msnm           |           |                           | Modifica les dades a Wikidata |
|        | Puigmorer          | Vilada                                       | muntanya     |         | 42° 08′ 06″ N, 1° 54′ 25″ E / 42.1349°N,1.90681°E 796.6 msnm            |           |                           | Modifica les dades a Wikidata |
|        | Roca de la Gotzera | Vilada                                       | muntanya     |         | 42° 08′ 18″ N, 1° 54′ 04″ E / 42.1383°N,1.90103°E 920 msnm              |           |                           | Modifica les dades a Wikidata |
|        | Serrat de Migdia   | Vilada                                       | muntanya     |         | 42° 07′ 05″ N, 1° 55′ 54″ E / 42.118155°N,1.931652°E 1082 msnm          |           | Serrat de Migdia (Vilada) | Modifica les dades a Wikidata |
|        | Sobrepuny          | Vilada la Nou de Berguedà Castell de l'Areny | muntanya     |         | 42° 10′ 04″ N, 1° 54′ 39″ E / 42.1677248606°N,1.91070593443°E 1653 msnm |           | Sobrepuny                 | Modifica les dades a Wikidata |
|        | l'Agulló           | Vilada                                       | muntanya     |         | 42° 07′ 14″ N, 1° 54′ 10″ E / 42.12069444°N,1.90269444°E 872.7 msnm     |           |                           | Modifica les dades a Wikidata |

## nucli de població
| imatge | Nom       | Ubicat a | instància de      | Detalls | coordenades                                                         | Protecció | Commons (més fotos) | Dades a WD                    |
| ------ | --------- | -------- | ----------------- | ------- | ------------------------------------------------------------------- | --------- | ------------------- | ----------------------------- |
|        | Vila-rasa | Vilada   | nucli de població |         | 42° 07′ 59″ N, 1° 55′ 15″ E / 42.132923712718°N,1.9207834967617°E   |           |                     | Modifica les dades a Wikidata |
|        | la Ribera | Vilada   | nucli de població |         | 42° 07′ 58″ N, 1° 56′ 03″ E / 42.1328388356562°N,1.93417241629003°E |           |                     | Modifica les dades a Wikidata |

## pont
| imatge | Nom                                 | Ubicat a | instància de | Detalls                                                             | coordenades                                                                                       | Protecció                                  | Commons (més fotos) | Dades a WD                    |
| ------ | ----------------------------------- | -------- | ------------ | ------------------------------------------------------------------- | ------------------------------------------------------------------------------------------------- | ------------------------------------------ | ------------------- | ----------------------------- |
|        | Pont PK161                          | Vilada   | pont         | Estat: bon estat                                                    | 42° 07′ 48″ N, 1° 56′ 54″ E / 42.13012°N,1.9484°E ca:Carretera C-26. PK 161,000                   |                                            |                     | Modifica les dades a Wikidata |
|        | Pont d'en Climent                   | Vilada   | pont         | Estil: arquitectura popular Travessa: el Mergançol Estat: bon estat | 42° 07′ 46″ N, 1° 56′ 30″ E / 42.129429°N,1.941547°E 655 msnm                                     | bé integrant del patrimoni cultural català | Pont d'en Climent   | Modifica les dades a Wikidata |
|        | Pont de Bertrana                    | Vilada   | pont         | 19th century Hi passa: C-26 Estat: bon estat                        | 42° 07′ 52″ N, 1° 54′ 49″ E / 42.1310149120183°N,1.91351309431874°E ca:Carretera C-26. PK 155,500 |                                            |                     | Modifica les dades a Wikidata |
|        | Pont de Cal Pei                     | Vilada   | pont         | Hi passa: C-26 Estat: bon estat Llarg: 29m Llum: 7.6m               | 42° 08′ 18″ N, 1° 56′ 21″ E / 42.1381998284109°N,1.93927372726034°E ca:Carretera C-26. PK 158,900 |                                            |                     | Modifica les dades a Wikidata |
|        | Pont de cal Ros                     | Vilada   | pont         | Estat: bon estat                                                    | 42° 07′ 49″ N, 1° 57′ 24″ E / 42.13029°N,1.95656°E ca:Carretera C-26, PK 161,600                  |                                            |                     | Modifica les dades a Wikidata |
|        | Pont de la Cantarilla del Janet Xic | Vilada   | pont         | Estat: bon estat                                                    | 42° 07′ 51″ N, 1° 56′ 40″ E / 42.13088°N,1.94442°E ca:Carretera C-26. PK 160,550                  |                                            |                     | Modifica les dades a Wikidata |
|        | Pont de la Coromina                 | Vilada   | pont         | Hi passa: C-26 Estat: bon estat                                     | 42° 08′ 08″ N, 1° 55′ 13″ E / 42.135643986905°N,1.92017379905138°E ca:Carretera C-26. PK 156,900  |                                            |                     | Modifica les dades a Wikidata |
|        | Pont de la font de l'Hostal         | Vilada   | pont font    | 19th century Estat: bon estat                                       | 42° 07′ 48″ N, 1° 57′ 32″ E / 42.12996°N,1.95902°E ca:Carretera C-26. PK 161,900                  |                                            |                     | Modifica les dades a Wikidata |
|        | Pont del Doro                       | Vilada   | pont         | 1926                                                                | 42° 07′ 38″ N, 1° 55′ 34″ E / 42.12733°N,1.92604°E ca:Sector sud-oest                             |                                            |                     | Modifica les dades a Wikidata |
|        | Pont del Sofre                      | Vilada   | pont         | Hi passa: C-26                                                      | 42° 08′ 03″ N, 1° 55′ 01″ E / 42.1342093536404°N,1.91702798111507°E ca:Carretera C-26. PK 156,500 |                                            |                     | Modifica les dades a Wikidata |
|        | Pontarró del Climent                | Vilada   | pont         | 20th century Estat: malmès                                          | 42° 07′ 49″ N, 1° 56′ 30″ E / 42.1304°N,1.9417°E ca:Entre el Pont del Climent i la C-26           |                                            |                     | Modifica les dades a Wikidata |

## serra
| imatge | Nom                   | Ubicat a | instància de                                        | Detalls                                   | coordenades                                                         | Protecció | Commons (més fotos) | Dades a WD                    |
| ------ | --------------------- | --- | --------------------------------------------------- | ----------------------------------------- | ------------------------------------------------------------------- | --------- | ------------------- | ----------------------------- |
|        | Cap de la Solana      | Borredà Vilada | serra                                               |                                           | 42° 08′ 49″ N, 1° 57′ 38″ E / 42.1469°N,1.96049°E 1097.9 msnm       |           |                     | Modifica les dades a Wikidata |
|        | Serrat Negre (Vilada) | Vilada | serra                                               |                                           | 42° 08′ 18″ N, 1° 54′ 23″ E / 42.13836111°N,1.90641667°E 888.2 msnm |           |                     | Modifica les dades a Wikidata |
|        | serra de la Covil     | Cercs Vilada | serra                                               |                                           | 42° 06′ 56″ N, 1° 54′ 12″ E / 42.1155°N,1.90328°E 932.6 msnm        |           |                     | Modifica les dades a Wikidata |
|        | serra del Catllaràs   | Guardiola de Berguedà Sant Julià de Cerdanyola la Pobla de Lillet Sant Jaume de Frontanyà Castell de l'Areny Vilada la Nou de Berguedà les Llosses | serra àrea protegida Pla d'Espais d'Interès Natural | 1992 Llarg: 13km Superfície: 6154.53213ha | 42° 12′ 33″ N, 1° 57′ 12″ E / 42.20904444°N,1.95336389°E 1779 msnm  |           | Serra del Catllaràs | Modifica les dades a Wikidata |

## Misc
| imatge | Nom                         | Ubicat a                                           | instància de                                            | Detalls                                            | coordenades                                                                                          | Protecció                                            | Commons (més fotos) | Dades a WD                    |
| ------ | --------------------------- | -------------------------------------------------- | ------------------------------------------------------- | -------------------------------------------------- | --- | ---------------------------------------------------- | ------------------- | ----------------------------- |
|        | Balma del Castell de Roset  | Vilada                                             | abric rocós                                             |                                                    | 42° 08′ 58″ N, 1° 54′ 26″ E / 42.149490283889°N,1.90724255975671°E                                   |                                                      |                     | Modifica les dades a Wikidata |
|        | Castell de Roset            | Vilada                                             | castell                                                 | 12nd century                                       | 42° 08′ 54″ N, 1° 54′ 51″ E / 42.1483972222°N,1.91423333333°E ca:Sector nord-oest                    | bé d'interès cultural bé cultural d'interès nacional | Castell de Roset    | Modifica les dades a Wikidata |
|        | Vilada                      | Vilada                                             | entitat singular de població capital municipal          | 443 hab                                            | 42° 08′ 12″ N, 1° 55′ 57″ E / 42.13675874°N,1.93257252°E 715 msnm                                    |                                                      |                     | Modifica les dades a Wikidata |
|        | casa consistorial de Vilada | Vilada                                             | casa consistorial                                       |                                                    | 42° 08′ 14″ N, 1° 55′ 52″ E / 42.1372299°N,1.9311122°E                                               |                                                      |                     | Modifica les dades a Wikidata |
|        | el Mergançol                | Borredà Vilada Sant Jaume de Frontanyà les Llosses | curs d'aigua                                            | Desemboca: Llobregat                               | 42° 07′ 30″ N, 1° 52′ 57″ E / 42.125°N,1.8825°E 42° 07′ 40″ N, 1° 55′ 10″ E / 42.127721°N,1.919552°E |                                                      | Mergançol           | Modifica les dades a Wikidata |
|        | la Granja                   | Vilada                                             | granja                                                  |                                                    | 42° 08′ 23″ N, 1° 55′ 01″ E / 42.1396387009723°N,1.91687495723588°E 742 msnm                         |                                                      |                     | Modifica les dades a Wikidata |
|        | pantà de la Baells          | Berguedà Cercs la Quar Vilada                      | embassament                                             | Superfície: 364.7ha Volum: 109000hm³ Conca: 535km² | 42° 07′ 19″ N, 1° 52′ 42″ E / 42.12193333°N,1.87835°E                                                |                                                      | Pantà de la Baells  | Modifica les dades a Wikidata |
|        | serra de Picancel           | la Quar Cercs Vilada                               | àrea protegida serralada Pla d'Espais d'Interès Natural | 1992 Superfície: 2276.28855ha                      | 42° 06′ 54″ N, 1° 56′ 20″ E / 42.1149°N,1.93881°E 1172.1 msnm                                        |                                                      | Serra de Picancel   | Modifica les dades a Wikidata |